# 戴倫·亨格比
戴倫·亨格比 （英語：Darren Huckerby，1976年4月23日—），於英格兰的诺丁汉市出生，是一名前职业足球运动员。哈克比出身低組別球會林肯城，曾先後效力過纽卡斯尔联、米尔沃尔（外借）、考文垂、利兹联、曼城、诺丁汉森林（外借）和诺里奇城及美國職業足球大聯盟的圣何塞地震。於2009年末因傷患及年事已高而宣佈退役。現時為诺里奇城U16教練。
亨格比原本司職前鋒，但後來諾域治升上英超聯才轉型為翼鋒，所以亨格比在前線能擔任不同位置，左、右腳亦能靈活運用，而亨格比則偏向使用右腳。

## 生平

### 早期
林肯城
亨格比在林肯城開展其職業生涯，從1993年至1995年這段期間，上陣了31場入了7球。他曾受到多家英國球會的青睞，其中以英超的紐卡素最為積極。紐卡素當時領隊為奇雲基瑾，他於1995年11月成功以50萬英鎊轉會費，把亨格比收歸旗下。
紐卡素
亨格比在紐卡素並不盡人意，蓋因他在這時只是一名後備，只得兩次入替的機會。其間亨格比被外借到低組別聯賽球會米禾爾，上陣6場入了3球。
高雲地利
一年後亨格比轉投當時屬英超的高雲地利。這個顯然是明智的決定，蓋因以高雲地利的小型規模，使亨格比可以重拾出道早期的表現。他在球會效力了三年，為球會上陣了總共109場比賽，取得了34個入球。
在高雲地利的生涯中，亨格比在1997-98英超聯賽季射入一球令人難忘的世界球。當時是英超主場迎戰曼聯的比賽。曼聯當季正值陷入低潮，進入下半場補時階段仍踢成2-2。在補時階段，亨格比拾起足球及帶球至禁區，窄角度射在龍門的左下角，幫助高雲地利反勝3-2。
亨格比的表現使英格蘭國家隊把之納入1998年世界杯的初步名單，但最後名落孫山。

### 成熟期
列斯聯
1999年亨格比終再一次獲聯賽上游球會斟介，這次是列斯聯，以400萬英鎊轉會費加盟。不過是次轉會似乎又是一項錯誤，蓋因亨格比在加盟後首季，只能獲得35場後備入替的機會，入球數目也寥寥。與此同時列斯聯大肆擴軍，單是前鋒已有基維爾、維度卡、阿倫史密夫和布歷捷斯等人。外界普遍認為以亨格比的級數，根本不能爭取一席正選。
曼城
2000年12月29日亨格比以250萬英鎊由列斯聯轉投曼城。這季曼城只是剛升上英超一季，亨格比未能協助球會成功護級，但在之後低組別聯賽卻能取得出色表現。故而亨格比常被球評家形容為「英冠超哂班，英超唔夠班」，只適合在英冠聯比賽的球員。在英格蘭次級聯賽(當時稱甲組)，亨格比不斷撕破對手的後防，在2001-02年效力曼城時射入26球，協助球隊獲得升級英超資格。
諾定咸森林
後來曼城先後收購法國前鋒及英格蘭國家隊射手，這使亨格比再一次失去出場機會。2003年2月24日亨格比獲外借回出生城市的諾定咸森林，首場比賽作客對沃特福德即取得入球協助球隊追平1-1。亨格比在三個月的9場比賽中射入5球，協助諾定咸森林取得季後附加賽的資格，但不幸首輪負於錫菲聯出局，亨格比沒有入球。由於未能升級，財政上諾定咸森林不能負擔收購亨格比的費用，亨格比只能返回曼城。

### 諾域治
因在曼城沒有資格爭取正選，亨格比回到曼城後決定即時轉會。適逢有多家球會向他招手，但最後亨格比卻是先以借用3個月的身份，加入諾域治。加盟後連續三仗取得入球，獲選為九月份甲組最佳球員。同年12月借用期滿，諾域治滿意亨格比表現，但由於是借用性質，曾在轉會費上跟曼城爭持。結果到了最後，亨格比終於在2003年12月以大約75萬英鎊轉會費，正式簽約加盟諾域治。
自從轉會至諾域治後，亨格比終於安頓了其職業生涯。在2003-04英格蘭甲組聯賽賽季，亨格比發揮射手本色，一季內共射入14球，同年更獲選為英甲聯賽年度最佳球員。他同時也是諾域治奪得2003-04賽季甲組足球聯賽《第二級》冠軍的重要棋子。
亨格比在球隊於2004-05年球季升級後，轉型為一名左翼。亨格比在英超聯不斷取得入球。雖然亨格比未能協助球隊一季後成功留在超聯，但這時仍有一些大型球會向他招攬，其中包括英超老牌球會利物浦和蘇格蘭班霸，但有了在紐卡素和列斯聯的經驗，亨格比終開腔，拒絕了各大球會的邀請，並稱希望一直留在諾域治，即使球隊降班亦然。他被諾域治球迷選為2004-05年度球隊最佳球員，翌季排名亦僅次於（Adam Drury）。
亨格比在簽約前一直表示想留在隊中效力，但新任領隊遲遲未有提供合約亨格比，因此不少球隊紛紛向亨格比招手。終於在2006年12月9日跟球會諾域治再續一年合約，至2007/08賽季季末。2007年3月13日諾域治主場迎戰榜首的伯明翰城，憑亨格比避過兩次攔截，於25碼外射入以1-0小勝。
2007/08年球季初亨格比因腹股溝扭傷而缺陣。11月14日在新領隊格伦·罗德尔上場首戰對葉士域治，於受傷補時領紅牌出場。12月4日2-1擊敗普利茅夫一役射入奠定勝局的十二碼，協助球隊脫離榜末位置。2008年初再因臀部舊患而休戰，在專家注射消炎針（anti-inflammatory injection）後反應良好，暫時不用進行手術治療，預計復操後可於短期內復出。2008年4月21日，臨近約滿仍未續新約。亨格比效力诺里奇城至2008年合約期滿，領隊格連·路達拒絕提出新合約，2007/08年球季後被納入清洗名單而不獲續約，亨格比在季後離隊。亨格比為諾域治上陣203次，射入48球。預計前往美國職業足球大聯盟發展。

### 黃昏期
圣何塞地震

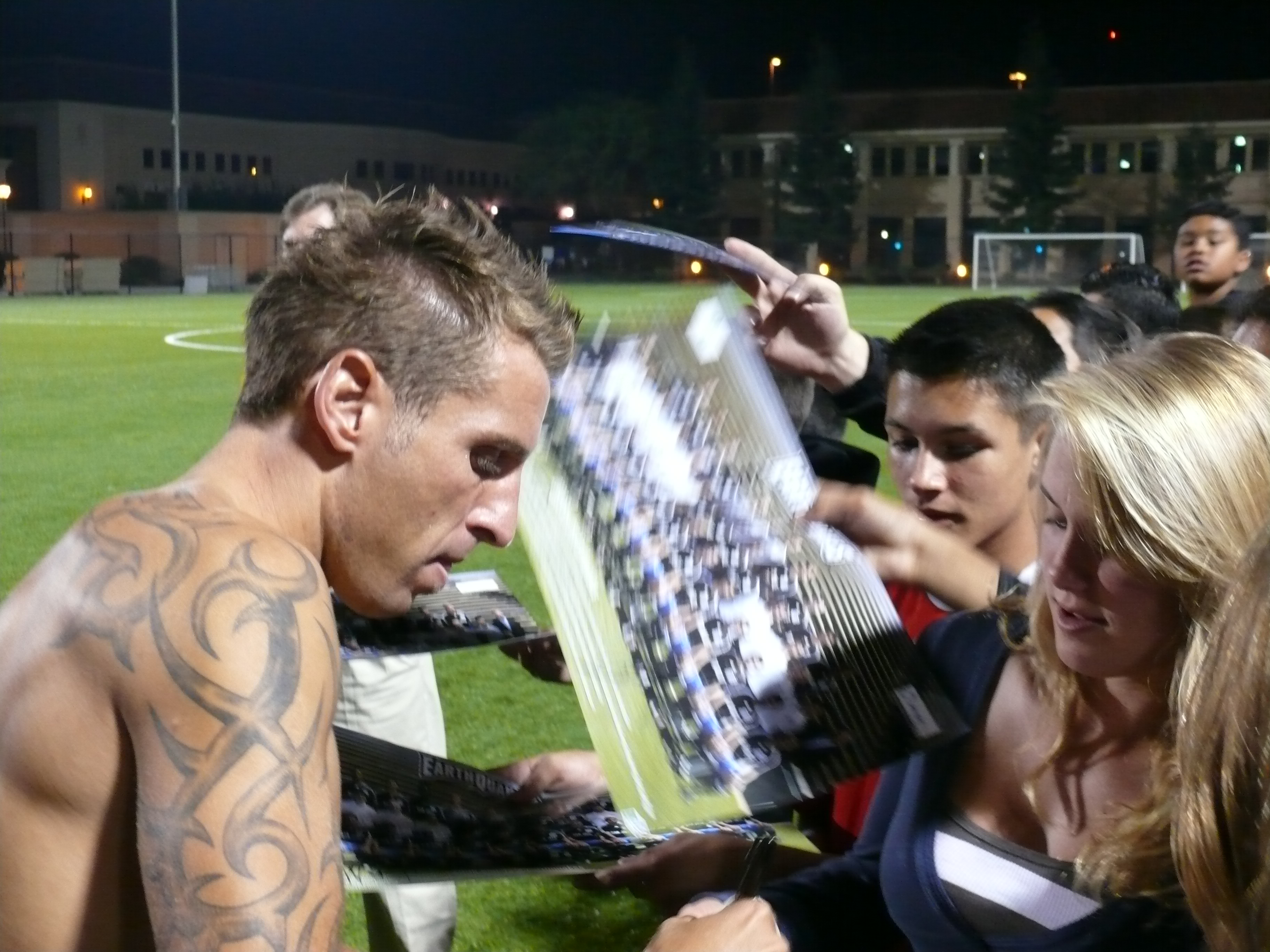
亨格比為圣何塞地震球迷簽名

亨格比原本加盟美國職業足球大聯盟的多倫多FC，但他對其人造草球場有疑慮，於2008年7月12日成功轉投圣何塞地震。亨格比於7月19日對多倫多FC首度登場，7月27日對紐約紅牛射入加盟後首個入球。到8月尾個人射入3球及交出3個助攻，協助球隊取得7場不敗的佳績，9月再入3球及1個助攻，圣何塞地震1勝1和1負，直到月尾才結束其9場不敗紀錄，而亨格比亦取得9月份「MLS每月最佳球員」獎，11月11日獲選為「2008年MLS年度最佳新球員」（MLS Newcomer of the Year Award）。球季結束亨格比合共上陣14場，射入6球及有4個助攻，成為球隊「最有價值球員」及「金靴獎」得主。
2009年球季亨格比上陣14場，射入3球及2個助攻，亨格比一直忍受傷患的痛楚，直到圣何塞地震確定沒有機會晉身季後賽後，於2009年9月11日為其臀部舊患動手術，由於傷勢遠比估計嚴重，復原期需要長達6個月，亨格比以其已達34歲之齡，認為是適當時間退役。

## 獎項
- 英甲聯冠軍（2002、2004年）
- 諾域治年度最佳球員（2005、2007年）
- MLS每月最佳球員（2008年9月）
- MLS年度最佳新球員（2008年）
- 圣何塞地震最有價值球員（2008年）
- 圣何塞地震金靴獎（2008年）